# 崔謙亨
崔謙亨（1556年—？），字會卿，號衛恒、季泉，直隸大名府魏縣人，民籍，明朝政治人物。

## 生平
萬曆七年（1579年）己卯科順天府鄉試第六十名，萬曆十一年（1583年）癸未科會試第三百四名，登三甲第四十六名進士。吏部觀政，本年授山东淄川县知县，十三年丁母忧归。十七年復除临邑县，十九年調長清縣，本年升工部主事，二十三年降曹州判官，二十四年升盩厔知縣，卒于官。

## 家族
曾祖崔福玘；祖父崔剛；父崔文進（1508年-1569年），字華國，號沙麓，曾任壽官。前母李氏；武氏（1510年-1585年），封孺人。兄崔謙光，顺天癸酉（1573年）乡试举人，娶郭氏。次兄崔謙吉，邑庠廪生。